# Здание типографии Каримовых
Здание типографии Каримовых — комплекс исторических зданий в Казани, в Старо-Татарской слободе, на улице Парижской Коммуны, дом 18-20, на углу с улицей Габдуллы Тукая, в котором размещалась Типография Каримовых. Построен в конце XIX века — начале XX века. Объект культурного наследия регионального значения.

## История
Первым в составе комплекса построен угловой дом на углу Тихвинской (ныне Тукая) и Сенной (ныне Парижской Коммуны) улиц. Он возведён в 1883 году по проекту архитектора П. И. Романова. В 1907 году его выкупили для своей типографии, ранее находившейся в доме Юнусовых, братья Каримовы. В этом здании была размещена библиотека «Китапханаи Исламия», в 1907 году построен двухэтажный дом с книжным магазином и складскими помещениями со двора по Сенной улице, в 1910 году построен новый трёхэтажный корпус типографии по Тихвинской улице. Типография принадлежала Каримовым до 1917 года, в 1917 году она национализирована, там издавалась революционная газета «Рабочий». Типография просуществовала до 1935 года под названием типографии имени Камиля Якуба, позднее в здании была швейная фабрика. «Восточная библиотека» в угловом доме действовала до 1929 года.

## Архитектура
Угловой корпус имеет срезанный угол в одно окно и симметричные фасады по обеим улицам. По краям уличных фасадов — ризалиты в одно окно, увенчанные аттиками. В простенках между ризалитами — по 4 оконных оси на каждом фасаде. Окна имеют лучковые завершения и тонкое профилированное обрамление. На верхних этажах ризалитов окна снабжены лучковыми сандриками с полукруглым щипцом. Нижний этаж и пилястры верхнего этажа, ограничивающие ризалиты, рустованы. Карнизы с водосливами проходят между этажами и по низу окон. Карниз, венчающий здание, украшен зубчиками. Угол здания увенчан щипцом с полукруглой люкарной. Крыша здания многоскатная.
Здание книжного магазина на улице Парижской Коммуны — кирпичное, двухэтажное, прямоугольной формы в плане, под двускатной крышей. Фасад разделён ризалитами шириной в одно окно, которые венчают щипцовые полукруглые фронтоны и повторяющие их по форме аттики. Центр фасада обозначен широкой пилястрой между спаренными большими прямоугольными окнами в середине фасада. На первом этаже, ближе к ризалитам, находятся входы, оформленные высокими порталами с тонкими колоннами, поддерживающими антаблемент с богато украшенным лепным фризом. Окна второго этажа имеют плоские прямоугольные наличники, украшенные ромбами и спиралями, с замковыми камнями. Углы ризалитов поэтажно украшены пилястрами с четырьмя каннелюрами каждая и с капителями в виде тюльпанов. Над окнами второго этажа пилястры соединяются аркатурным профилированным орнаментом. Между ризалитами фасад украшен кессонами, филёнками и профилированными тягами. Фриз антаблемента между ризалитами поддерживается кронштейнами с определённым ритмом. Декор дополняют медальоны в тимпанах ризалитов и на центральных пилястрах. Здание относится к стилю романтического модерна с рационалистическими элементами.
Корпус типографии на улице Тукая — кирпичный, трёхэтажный. Фасад оформлен двумя ризалитами, из которых правый отделён от соседнего углового кормуса пролётом в одну оконную ось. В центральной части между ризалитами — три оконных оси. Ризалиты венчают аттики с треугольными щипцами и характерными криволинейными модерновыми люкарнами. Над ризалитами — криволинейные купола с шатрами на четырёхгранных основаниях. Окна первых двух этажей большие, без наличников. На втором этаже есть подоконные ниши. Окна третьего этажа на ризалитах узкие, спаренные, меду ризалитами — широкие. Они снабжены лучковыми сандриками. Спаренные криволинейные кронштейны над межоконными простенками поддерживают широкий карниз. Здание относится к стилю рационалистического модерна с элементами эклектики.